# Bulgarije op het Eurovisiesongfestival 2007

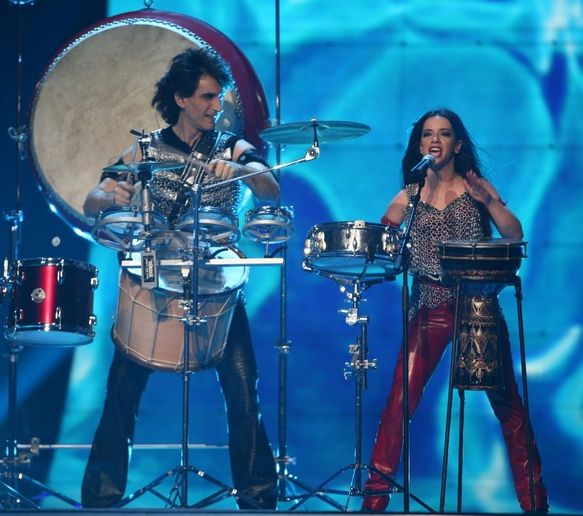
Elitsa Todorova & Stoyan tijdens het Eurovisiesongfestival 2007

Bulgarije deed mee aan het Eurovisiesongfestival 2007 in Helsinki. Het was de derde deelname van het land op het Eurovisiesongfestival. BNT was verantwoordelijk voor de Bulgaarse bijdrage voor de editie van 2007.

## Nationale finale
De nationale finale, genaamd Pesen na Evrovizija 2007, bestond uit een halve finale en een finale.
18 acts namen deel aan een halve finale op 3 februari. 9 daarvan werden gekozen door een jury om naar de finale te gaan, samen met 3 wildcards van de BNT.
In de finale met 12 acts werd de winnaar gekozen door enkel televoting.

#### Halve finale
| Volgorde | Artiest                          | Lied                  |
| -------- | -------------------------------- | --------------------- |
| 1        | Svetozar Christov & Lora Vladova | If you come baby      |
| 2        | Toni Dimitrova & Goresht Pyasak  | Say you would         |
| 3        | Petya Pavlova                    | Runaway               |
| 4        | Grupata                          | Back in your heart    |
| 5        | Teddy Katsarova                  | Super Fire            |
| 6        | Pantommind                       | Days of old           |
| 7        | Sofi Marinova & Ustata           | Ya tvoya              |
| 8        | Svetla Ivanova                   | No no no              |
| 9        | Mastilo                          | Getting crazy         |
| 10       | Dilyana Tsenova                  | Confession            |
| 11       | Bella                            | Falling angel         |
| 12       | Aksinia                          | Az znam               |
| 13       | S-lavina                         | Higher (Balkan heart) |
| 14       | Margarita Hranova                | Moya lyubov           |
| 15       | Charlene & Natasha               | Open your eyes        |
| 16       | Dimitar Atanasov                 | Only way back home    |
| 17       | Krum                             | Dokoga                |
| 18       | Galin Raychev                    | V ochakvane           |

#### Finale
| Volgorde | Artiest                           | Lied                  | Punten | Plaats |
| -------- | --------------------------------- | --------------------- | ------ | ------ |
| 1        | Mastilo                           | Getting crazy         | 1772   | 8      |
| 2        | Toni Dimitrova & Goresht Pyasak   | Say you would         | 1703   | 9      |
| 3        | Aksinia                           | Az znam               | 562    | 12     |
| 4        | Sofi Marinova & Ustata            | Ya tvoya              | 4345   | 3      |
| 5        | Kalki                             | Freedom And Love      | 3253   | 4      |
| 6        | Margarita Hranova                 | Moya lyubov           | 629    | 11     |
| 7        | Elitsa Todorova & Stoyan Yankulov | Voda                  | 31376  | 1      |
| 8        | S-lavina                          | Higher (Balkan heart) | 1256   | 10     |
| 9        | KariZma                           | Fool for you          | 5232   | 2      |
| 10       | Teddy Katsarova                   | Super Fire            | 2174   | 7      |
| 11       | Grupata                           | Back in your heart    | 2574   | 5      |
| 12       | Dimitar Atanasov                  | Only way back home    | 2386   | 6      |

## In Helsinki
In Finland nam Bulgarije deel aan de halve finale als 1ste, net voor Israël. Op het einde van de avond bleek dat men voor de eerste keer naar de finale mocht. Men eindigde op een 6de plaats met 146 punten.
Men ontving 2 keer het maximum van de punten.
België en Nederland hadden respectievelijk 2 en 0 punten over voor deze inzending.
In de finale moest men aantreden als 21ste, net na Roemenië en voor Turkije. Op het einde van de avond bleek dat ze het zelfs nog beter deden dan in de halve finale met een 5de plaats en 157 punten.
Men ontving 1 keer het maximum van de punten.
België en Nederland hadden respectievelijk 4 en 0 punten over voor deze inzending.

### Gekregen punten

#### Halve finale
| 12 punten                                   | 10 punten                         | 8 punten                                             | 7 punten                      | 6 punten                                              |
| ------------------------------------------- | --------------------------------- | ---------------------------------------------------- | ----------------------------- | ----------------------------------------------------- |
| - Cyprus - Turkije                          | - Griekenland - Spanje - Tsjechië | - Frankrijk - Hongarije                              | - Macedonië                   | - Kroatië - Israël - Oostenrijk - Verenigd Koninkrijk |
| 5 punten                                    | 4 punten                          | 3 punten                                             | 2 punten                      | 1 punt                                                |
| - Moldavië - Montenegro - Portugal - Servië | - Duitsland                       | - Bosnië en Herzegovina - Georgië - Malta - Slovenië | - België - Finland - Oekraïne | - Albanië - Armenië - Roemenië                        |

#### Finale
| 12 punten                                                           | 10 punten                                | 8 punten              | 7 punten                      | 6 punten                                                                  |
| ------------------------------------------------------------------- | ---------------------------------------- | --------------------- | ----------------------------- | ------------------------------------------------------------------------- |
| - Griekenland                                                       | - Cyprus - Hongarije - Spanje            | - Macedonië           | - Malta - Slovenië - Tsjechië | - Andorra - Bosnië en Herzegovina - Kroatië - Portugal - Servië - Turkije |
| 5 punten                                                            | 4 punten                                 | 3 punten              | 2 punten                      | 1 punt                                                                    |
| - Finland - Frankrijk - Montenegro - Roemenië - Verenigd Koninkrijk | - Armenië - België - Duitsland - Rusland | - Moldavië - Oekraïne | - Letland                     | - Estland                                                                 |

### Punten gegeven door Bulgarije

#### Halve finale
Punten gegeven in de halve finale:
| 12 punten | Macedonië   |
| 10 punten | Servië      |
| 8 punten  | Turkije     |
| 7 punten  | Cyprus      |
| 6 punten  | Wit-Rusland |
| 5 punten  | Slovenië    |
| 4 punten  | Hongarije   |
| 3 punten  | Georgië     |
| 2 punten  | Albanië     |
| 1 punt    | Moldavië    |

#### Finale
Punten gegeven in de finale:
| 12 punten | Griekenland |
| 10 punten | Macedonië   |
| 8 punten  | Armenië     |
| 7 punten  | Turkije     |
| 6 punten  | Servië      |
| 5 punten  | Rusland     |
| 4 punten  | Moldavië    |
| 3 punten  | Oekraïne    |
| 2 punten  | Roemenië    |
| 1 punt    | Wit-Rusland |

2005 · 2006 · 2007 · 2008 · 2009 · 2010 · 2011 · 2012 · 2013 · 2014-2015 · 2016 · 2017 · 2018 · 2019-2020 · 2021 · 2022 · 2023-2025